# Ligne du Dorat à Limoges-Bénédictins
La ligne du Dorat à Limoges-Bénédictins  est une ligne de chemin de fer française de la Haute-Vienne, à écartement standard et à voie unique, qui relie Le Dorat sur la ligne de Mignaloux - Nouaillé à Bersac, à la préfecture de Limoges.
Elle est empruntée par les TER qui assurent la relation de Poitiers à Limoges ainsi que par des trains de fret.
Elle constitue la ligne 606 000 du réseau ferré national.

## Histoire

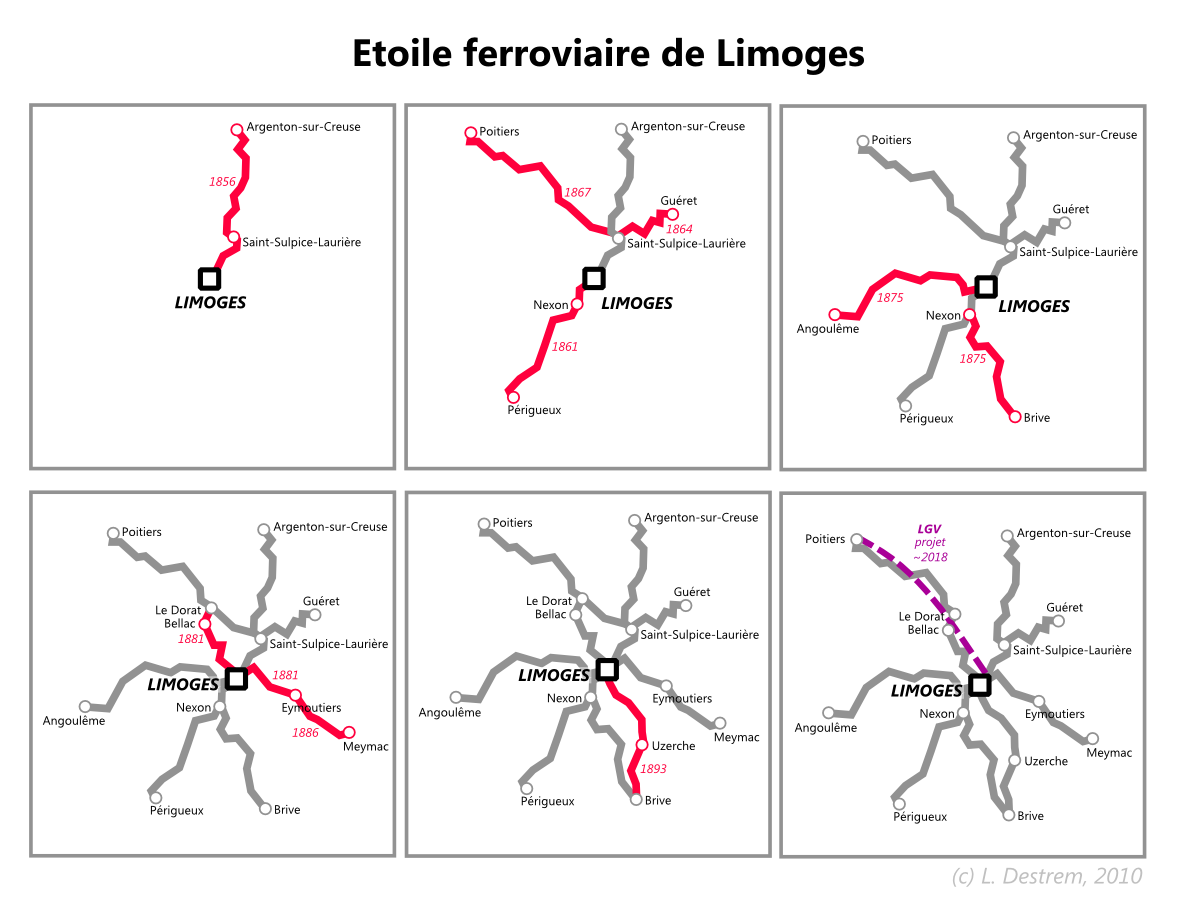
L'ouverture de la ligne en 1881 a raccourci la liaison entre Poitiers et Limoges.

La loi du 31 décembre 1875 déclarait d'utilité publique, toutefois sans désigner de concessionnaire, une ligne de Limoges au Dorat via Bellac. Une loi du 14 juin 1878 a autorisé le ministère des transports à engager les travaux de construction, l'achat du matériel roulant étant exclu. La loi du 15 janvier 1881 a autorisé et régularisé l'exploitation de la ligne, toujours non concédée, par l'État. La section du Dorat à Couzeix - Chaptelat a été ouverte le 31 décembre 1880, et celle de Couzeix - Chaptelat à Limoges-Bénédictins le 21 février 1881. La ligne est cédée par l'État à la Compagnie du chemin de fer de Paris à Orléans selon les termes d'une convention signée entre le ministre des Travaux publics et la compagnie le 28 juin 1883. Cette convention est approuvée par une loi le 20 novembre suivant.
L'ouverture de cette ligne a permis de réduire la distance entre Poitiers et Limoges, liaison précédemment assurée via Bersac.

## Caractéristiques
Le profil de cette ligne à voie unique est difficile avec des déclivités qui atteignent 20 ‰. Les nombreuses courbes de 300 m de rayon (et même accidentellement 230 m) limitent la vitesse des rames et des trains de voyageurs à 80 km/h.
La ligne comporte également un viaduc sur le Vincou de 172 m de long, à la sortie de Bellac. Elle comporte également le tunnel de La Bastide de 667 m de long, peu avant son entrée en gare de Limoges-Bénédictins.

## Exploitation
La ligne est parcourue par les TER de la relation du Dorat à Limoges. Elle est également ouverte au service des marchandises.